# Операція «Моштарак»
Операція «Моштарак» (англ. Moshtarak, дарі: «Разом») — Операція Афганської національної армії і сил МССБ (ISAF) проти афганських талібів в провінції Гільменд, яка розпочалась 13 лютого 2010. Бої зосереджені в районах Над Алі і Лашкаргах, а головною метою операції є відбиття міста Марджа у талібів. Приблизно 2500 або більше афганських вояків брало участь в операції, а загальне число бійців збільшилось до 15 000, коли підключилися американські, британські і інші війська коаліції. Це найбільша операція міжнародних військ в Афганістані з 2001 року.

## Генеза
Місто Марджа є останнім найбільшим і найбільш важливим містом, що контролюється бойовиками Талібану. Місто оточене величезними територіями полів, на яких вирощують мак, який використовується для виробництва опіуму. Талібанські бойовики захопили місто в 2007 році і створили там власну адміністрацію і суди, організували величезні заводи з виготовлення мін та іншої зброї.
У 2009 році в провінції Гільменд було проведено кілька операцій, які повинні були підвищити безпеку в провінції під час виборів в Афганістані. Однак їх військовий ефект був посереднім, бо талібанське повстання не було серйозно порушено.

## Стратегічне значення
Операцію назвали «ключовою перевіркою» стратегії коаліції проти бойовиків Талібану. Командувач британськими силами в провінції Гільменд Джеймс Коуон, вважає що вона покладе «початок кінця бойовиків». Також операція покаже чи в змозі афганські збройні сили підтримувати мир і порядок.
За кілька годин до початку наступу афганські і коаліційні сили розкидали листівки із закликом «не дозволяти бойовикам Талібану потрапити в Ваш дім».
Після цієї операції в провінції Гільменд, сусідня провінція і місто Кандагар стали мішенню для американських операцій. У березні 2010 року командири США і НАТО випустили деталі планів для найбільшого наступу у війні проти бойовиків Талібану
.

## Хронологія бою

### 13 лютого

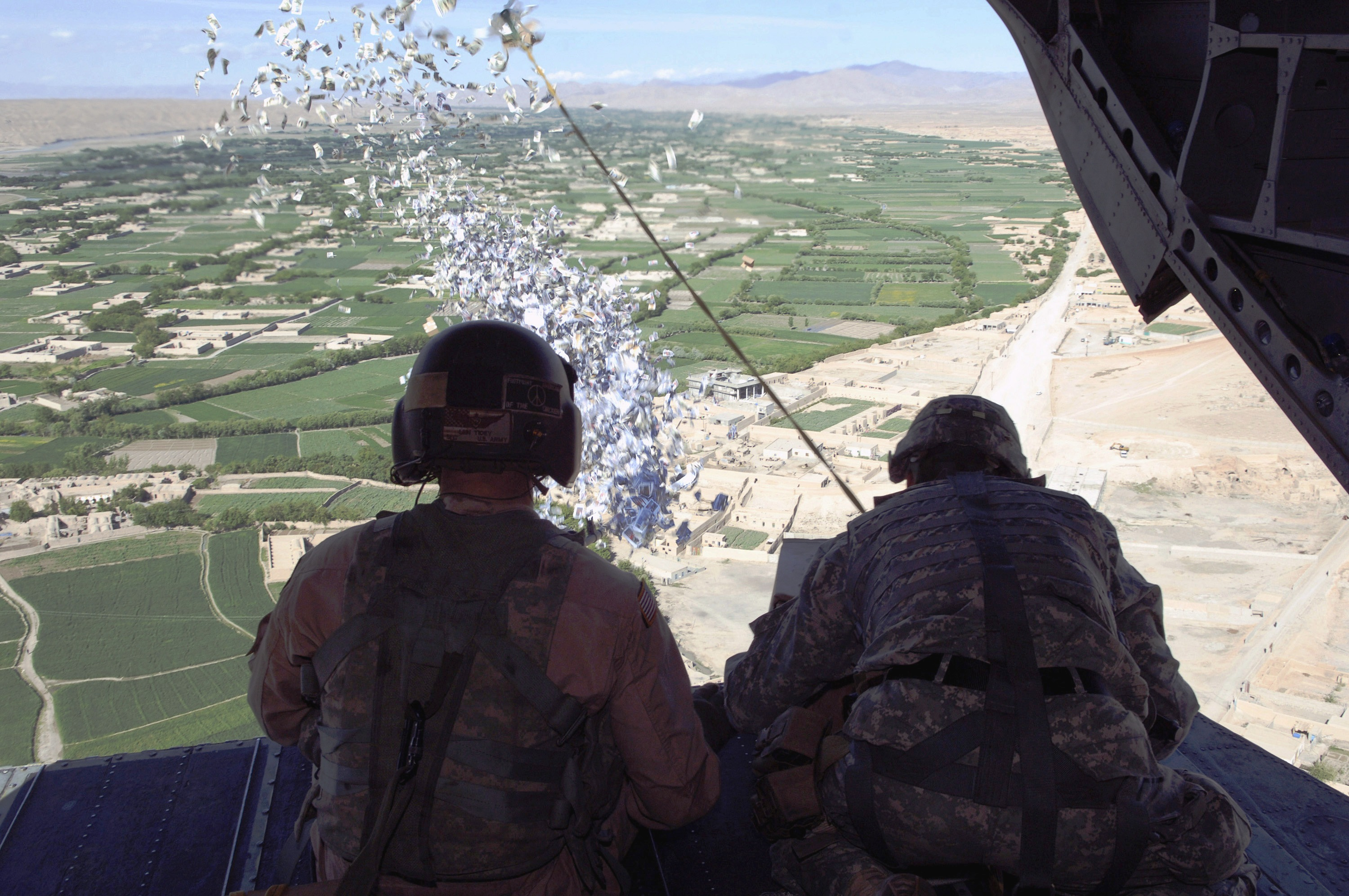
Роздача листівок над провінцією Гільменд збройними силами США (12 лютого)

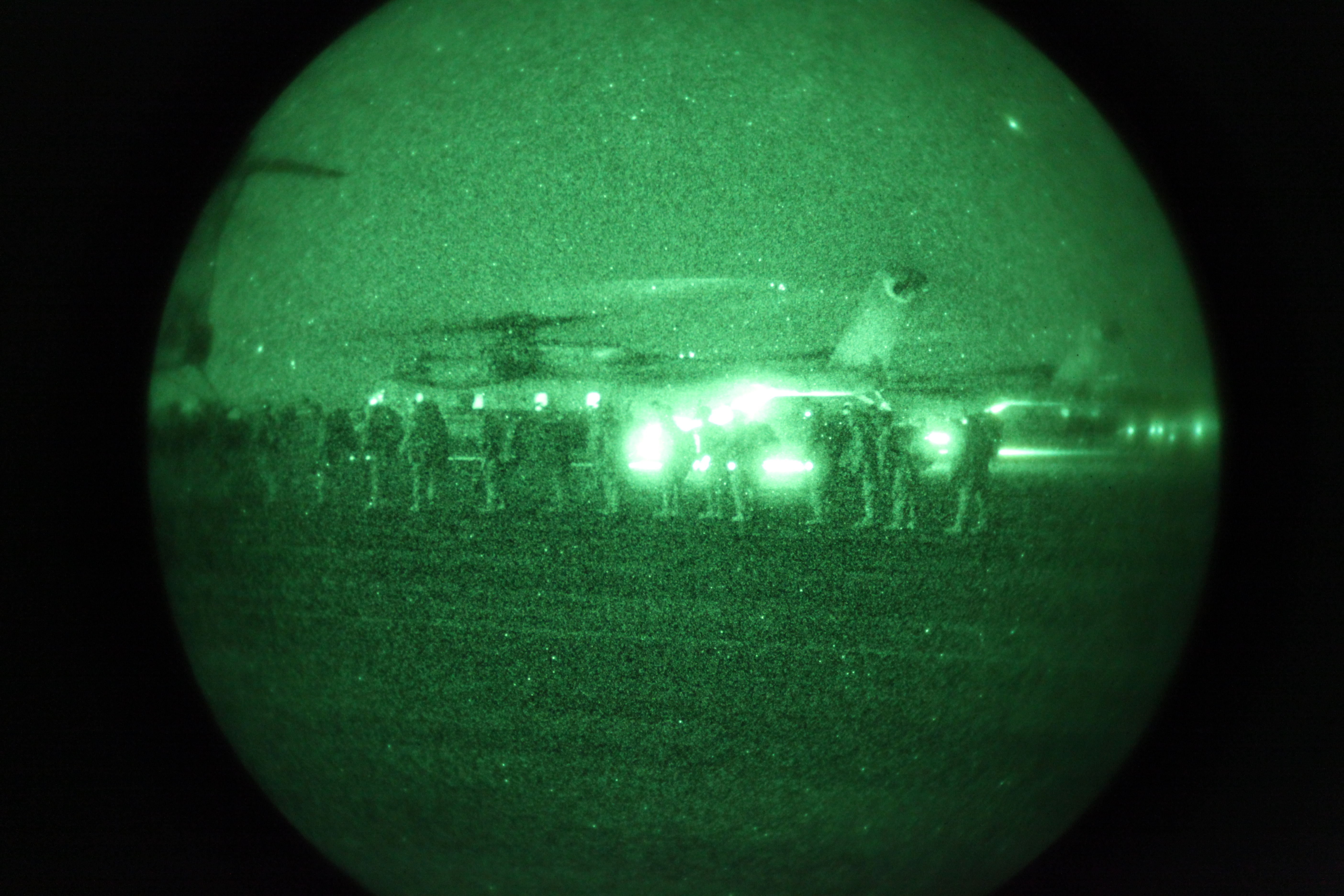
Військові біля вертольоту CH-53E (13 лютого)

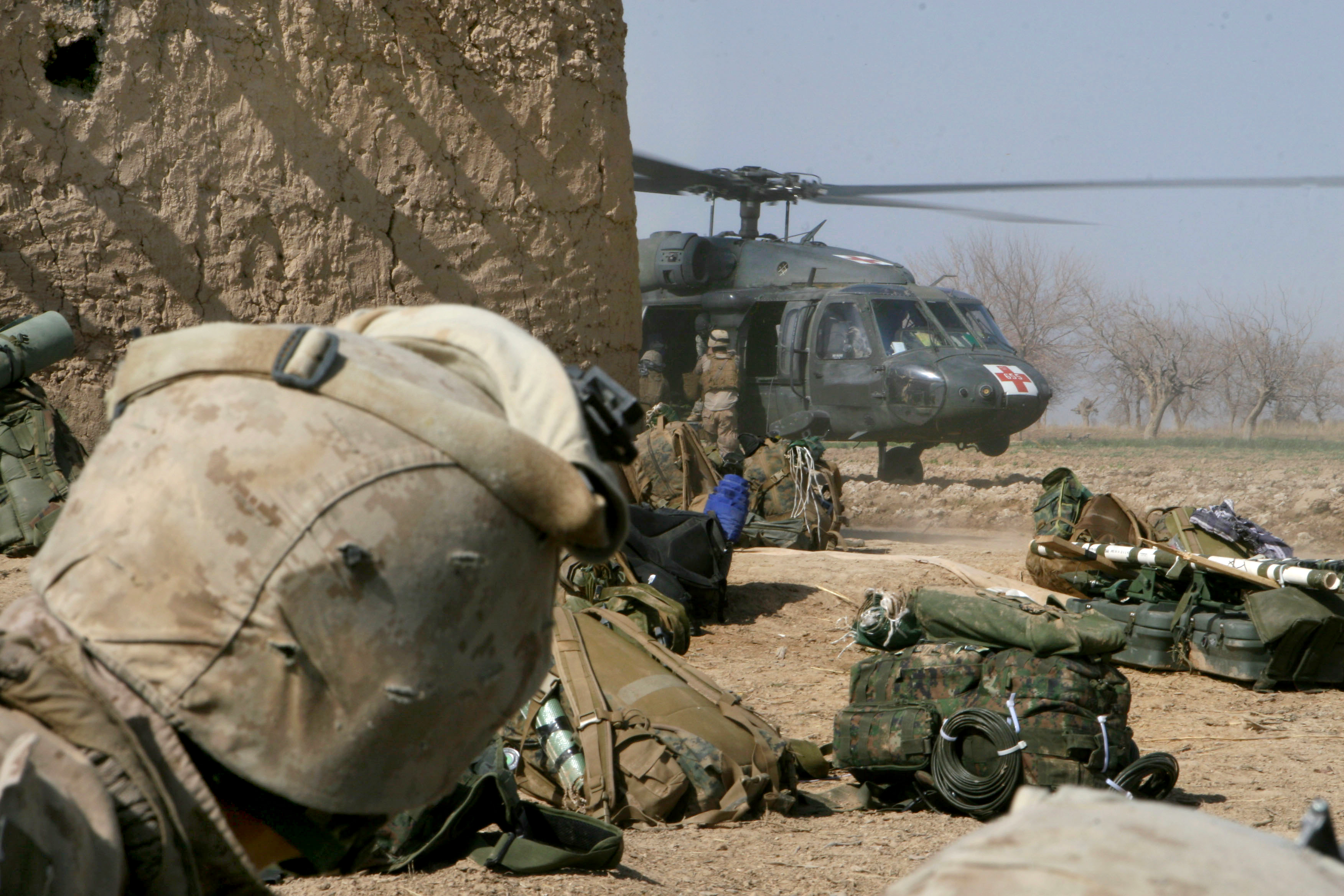
Морські піхотинці і афганські солдати прикривають медичний вертоліт UH-60 (13 лютого).

Протистояння почалося в суботу 13 лютого приблизно 2:00. В операції під кодовою назвою «Моштарак» брали участь 15 тисяч військових. Таліби заявили, що на захист відправлено дві тисячі бойовиків. Більшість війська були американські морські піхотинці, а також спеціальні підрозділи такі, як Дельта і британський SAS. Основна підготовка та перегрупування військ тривала три тижні.
Перед початком бойових дій в місті розкидали листівки, які інструктували, як правильно вести себе в моменти небезпеки і не давати притулок бойовикам. Також звернення було до самих талібів, котрих вмовляли скласти зброю.
Перед самим початком військових дій Президент Афганістану Хамід Карзай дав Талібану 24 години, щоб скласти зброю.
Американські та афганські війська почали операцію після 2 ранку, а британські і канадські війська по повітрю направились до м. Лашкаргах і м. Над Алі. У битві під м. Над Алі використовували танки також на місці працювали інженери з використанням технічних одиниць. Між 2:00 та 3:00 військові захопили русло річки в околицях м. Над Алі.
Перші втрати талібів були через атаки безпілотних літаків Predator і вертольотів AH-64 «Апач».
В 2:25 один з вертольотів CH-47 «Чінук» потрапив в аварію під час заходу на посадку. Через півгодини від початку операції військово-повітряні сили забезпечили десятки зручних місць при посадці на землю.
Перші морські піхотинці атакували місто Марджа приблизно в 4 ранку. Напад стався в південній частині міста після висадки військ з 11 вертольотів CH-47 «Чінук», 4-ох UH-60 «Чорний Яструб», 8-ми AH-64 «Апач», 3-ох AW101 (EH101) Merlin і 4-ох CH-146 Griffon. В цілому участь брали 30 вертольотів, через 90 хвилин після нападу 1000 морських піхотинців дочекались підтримки військ після посадки вертольота CH-53E.
Під час першої військового контакту бойовики обстріляли військових з базару, що в м. Марджа. Потім сили МССБ (ISAF) обстріляли позиції талібів з мінометів. Для отримання підтримки визвано два літаки McDonnell Douglas AV-8B Harrier II, які обстріляли позиції противника зі зброєю на борту. Після перших годин боротьби проінформовано, що зайнято 11 ключових позицій у місті і опір бойовиків послаблюється.

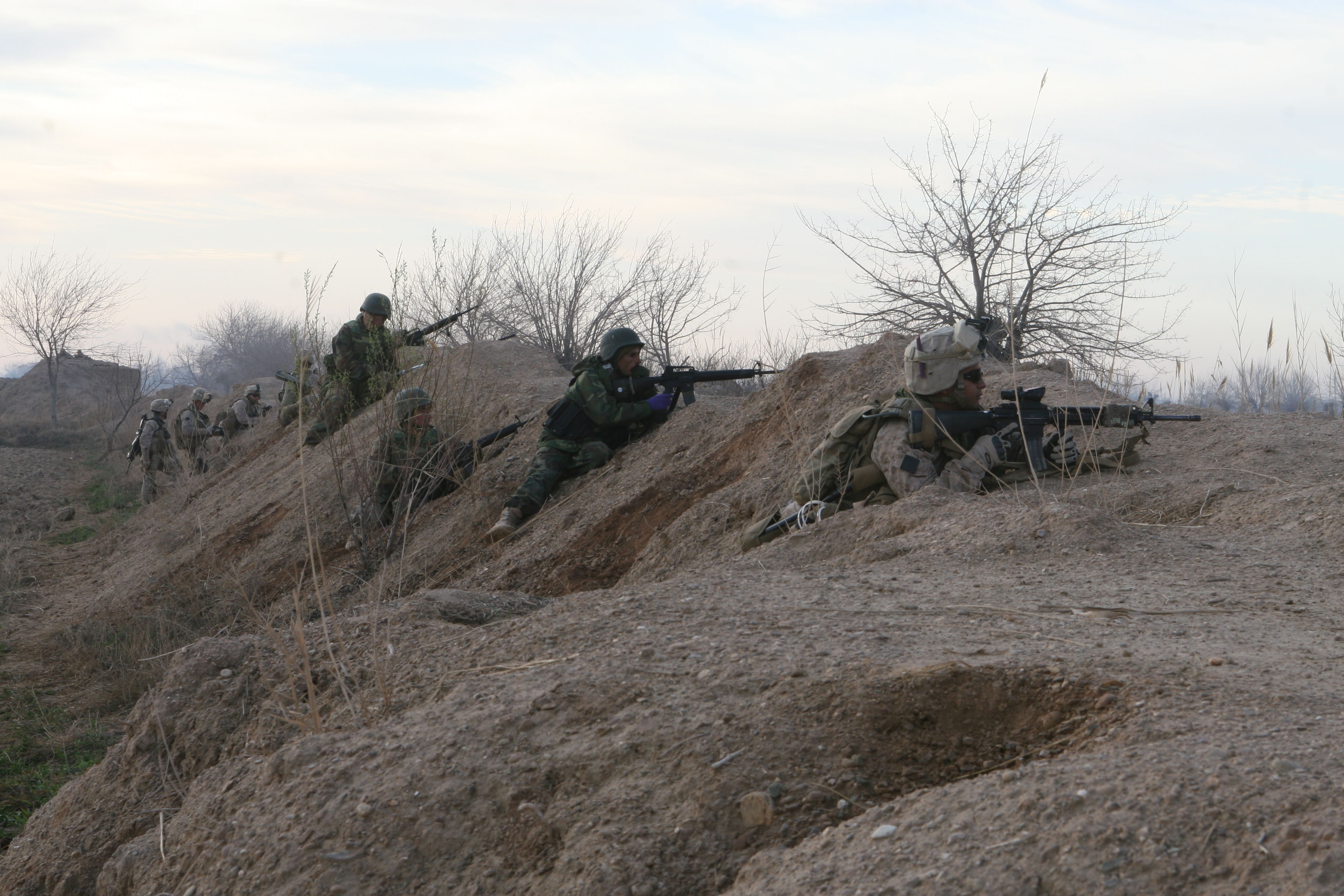
Морські піхотинці і афганські солдати в м. Марджа (13 лютого)

На штурмові загони чекали численні укріплення талібів, таких як вириті канави або заміновані дороги з імпровізованих вибухових речовин. Війська, щоб увійти в місто використовували портативні мости через русла річок, а для розмінування доріг використовували ABV.
Сили коаліції безперервно підтримувались з 60 вертольотів. У перший день бою загинули щонайменше 27 талібів, а 11 були заарештовані. Також вилучено гранати і великокаліберні кулемети. В ході першого дня під час вогневого контакту в районах м. Марджа був убитий американський вояк.
Тим не менш в м. Над Алі підірвалася на фугасі автівка британських вояків. Вибух призвів до загибелі одного вояка.
Вечором 13 лютого Талібанські бойовики визнали, що вони відступали після атаки військ НАТО, через заклопотаність щодо захисту цивільного населення та з метою подальшого опору.

### 14 лютого
Вранці 14 лютого відбулась перестрілка. Опір бойовиків союзним військам був інтенсивним, але мав спорадичний характер, в результаті чого сповільнився наступ через велику кількість пасток з мінами. Після зайняття стратегічних об'єктів в м. Марджа — перехрестя, урядові будівлі, ринок, розпочалися пошуки бойовиків в будинках цивільних осіб, а дороги міста ще розміновувались.
Австралійський часопис «Herald Sun» заявив, що м. Марджа є «світовим центром з виробництва опіуму».
В одному з рейдів виконаних в рамках операції було вбито 12 мирних жителів. Командувач МССБ (ISAF) Стенлі Маккрістал, виступив із заявою, в якій висловив співчуття з приводу ситуації, що склалася і запевнив, що війська, які беруть участь в наступі будуть уникати жертв серед мирного населення. В результаті проведеного розслідування з'ясувалося, що ракети збилися з курсу приблизно на 300 метрів.
На другий день операції британські війська увійшли в м. Шовал, яке було під контролем талібів протягом двох років. Тоді був захоплений завод з виготовлення бомб, а також 17 тонн опіуму, 74 тонни насіння опіуму і великі кількості гашишу та героїну. Вояки також виявили 5500 кг вибухових речовин.
Після двох днів наступу було вбито 35 бойовиків Талібану.

### 15 лютого

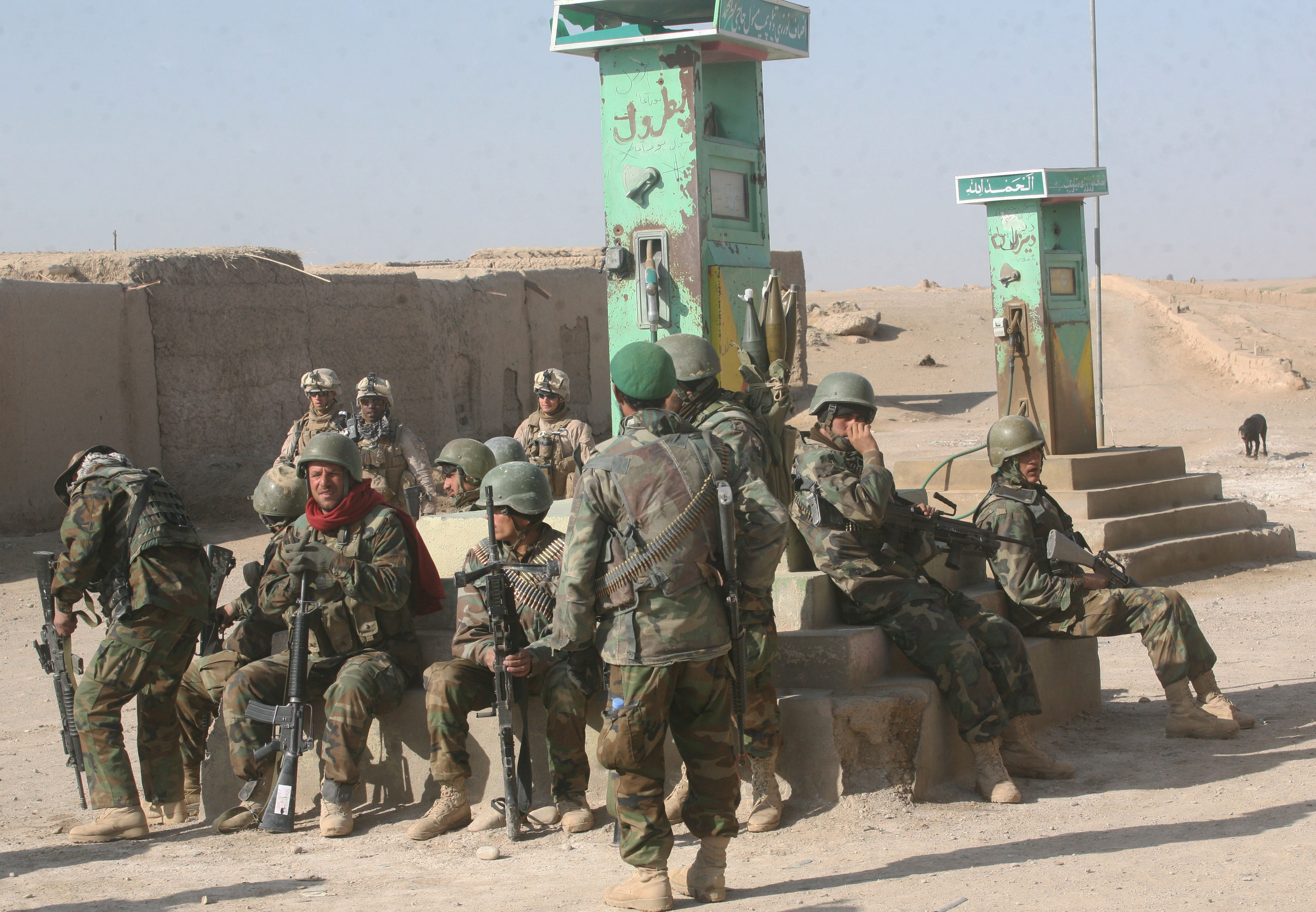
Афганські і американські військові в м. Марджа

Вночі, американська авіація бомбардувала різні сектори міста. В результаті повітряних нальотів загинули 12 бойовиків.
Стенлі Маккрістал вранці проінформував, що британські війська захопили територію площею 130 квадратних кілометрів навколо м. Над Алі. Натомість американські війська звільняли поля, що оточують м. Марджа від бойовиків.
Американські війська провели другу спробу здобуття базару в м. Марджа, але як і 14 лютого це не принесло бажаного ефекту. Обстріл тривав протягом години, але морські піхотинці були змушені викликати літак Harrier II. Бої тривали в двох областях міста — на півночі і в центрі. На цьому завданні загинув американський морський піхотинець.
Під час операції 15 лютого були вбиті троє цивільних осіб через авіацію. НАТО повідомило, що цивільні особи проігнорували авіаційні сигнали, тим самим це вказувало, що вони можуть бути бойовиками.

### 16 лютого
16 лютого опір з боку Талібанських бойовиків мав спорадичний характер. Під час зустрічі старійшин племен в м. Над Алі, вони оголосили про підтримку афганського уряду Хаміда Карзая.
Під час розвідувального патрулю загинув американський вояк через вибух бомби. Це вже третя американська втрата під час операції.

### 17 лютого

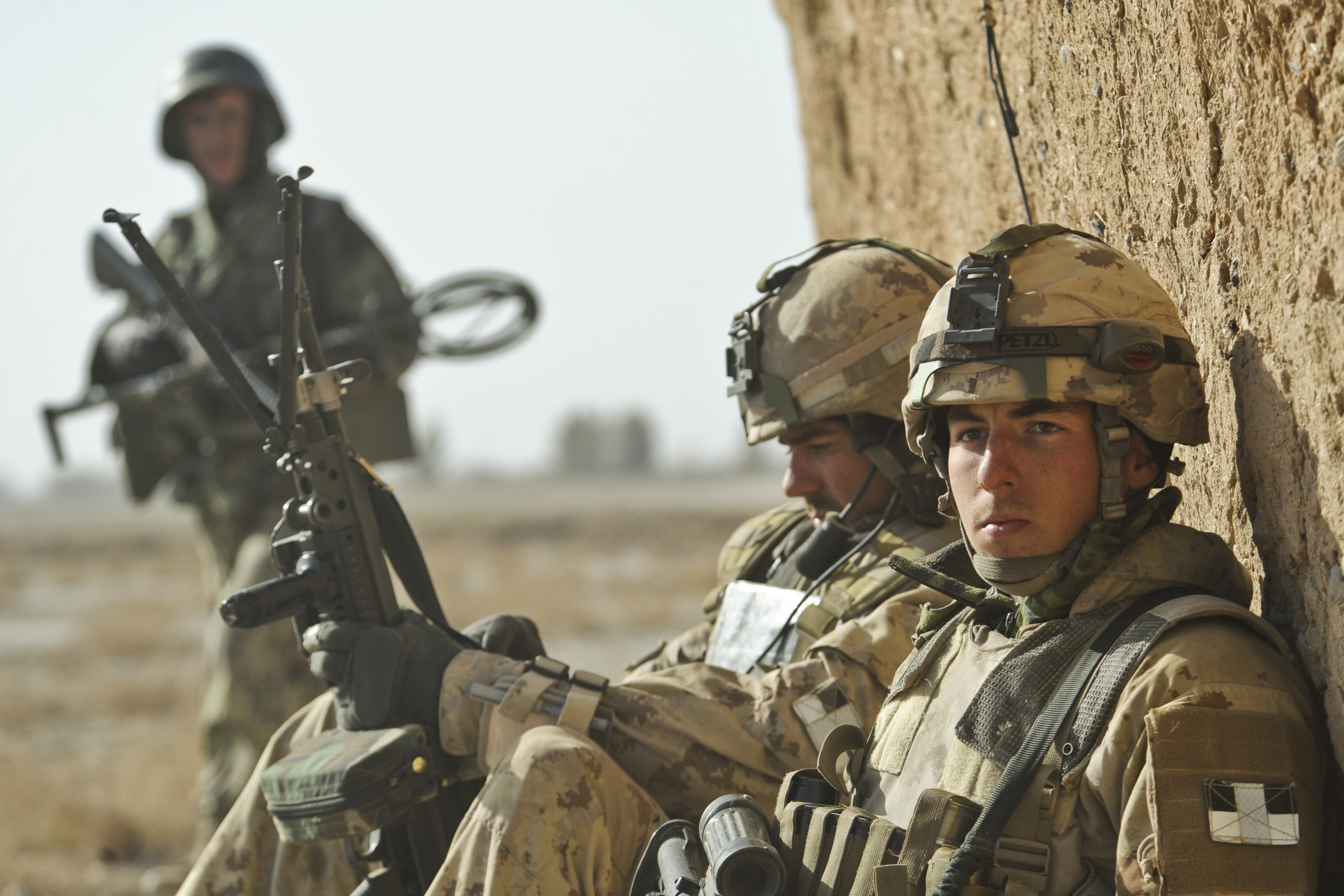
Канадські і афганскі військові патрулюють місцевість, Гільменд(17 лютого)

17 лютого в м. Марджа вивісили афганський прапор. В урочистості підняття національного прапора на даху будівлі в центрі міста взяли участь губернатор провінції, афганські вояки, американські морські піхотинці і жителі міста. Однак вивішення прапору не означало повного контролю місцевості. Вояки не були ще в змозі контролювати всю територію, бо бойовики замінували деякі райони м. Марджа. Крім того талібанські бойовики, які чинили мінімальний опір використовували мирних жителів як живий щит. Напади талібів були більш інтенсивні після настання темряви ніж вдень.
Талібанські снайпери обстрілюючи війська із засідки вбили двох морських піхотинців.
Британські війська натрапили на склад бойовиків де були компоненти, які використовували для виготовлення придорожніх бомб, після чого це все конфіскували. Також вилучили мобільні телефони, які використовували для детонації мін-пасток, а також велику кількість опію. Британці інформували, що до знищення вантажів IED вжили вперше інженерні танки Trojan і ракети типу «повітря-повітря» Python 5.
17 лютого з'ясувалося, що уряд або гуманітарні організації не організувати табір для біженців. Безпосередньо перед і під час операції райони військових дій залишили трохи більше 10 тисяч чоловік (1573 сімей). Біженці знайшли прихисток в інших районах провінції Гільменд.

### 18 лютого
18 лютого заявлено, що бої спалахнули знову в м. Марджа, при цьому бойовики ужили також міномети і провели один організований, хоч невдалий контрнапад. Однак в результаті діяльності талібанських снайперів загинуло четверо морських піхотинців.
Чорний день для коаліційних сил тривав далі. В результаті вибуху міни в районі Нахрі Сарай загинув британський військовий. Декілька годин пізніше в сутичці з бойовиками в Над Алі загинули ще два британці. Від початку наступу в провінції Гільменд загинуло шість солдатів Великої Британії, однак три смерті були пов'язані з діями операції «Моштарак».
Того дня військові НАТО висунули тезу, що Талібанським бойовикам починає бракувати амуніції для боротьби, тому опір ставав щораз слабшим.

### Наступні дні

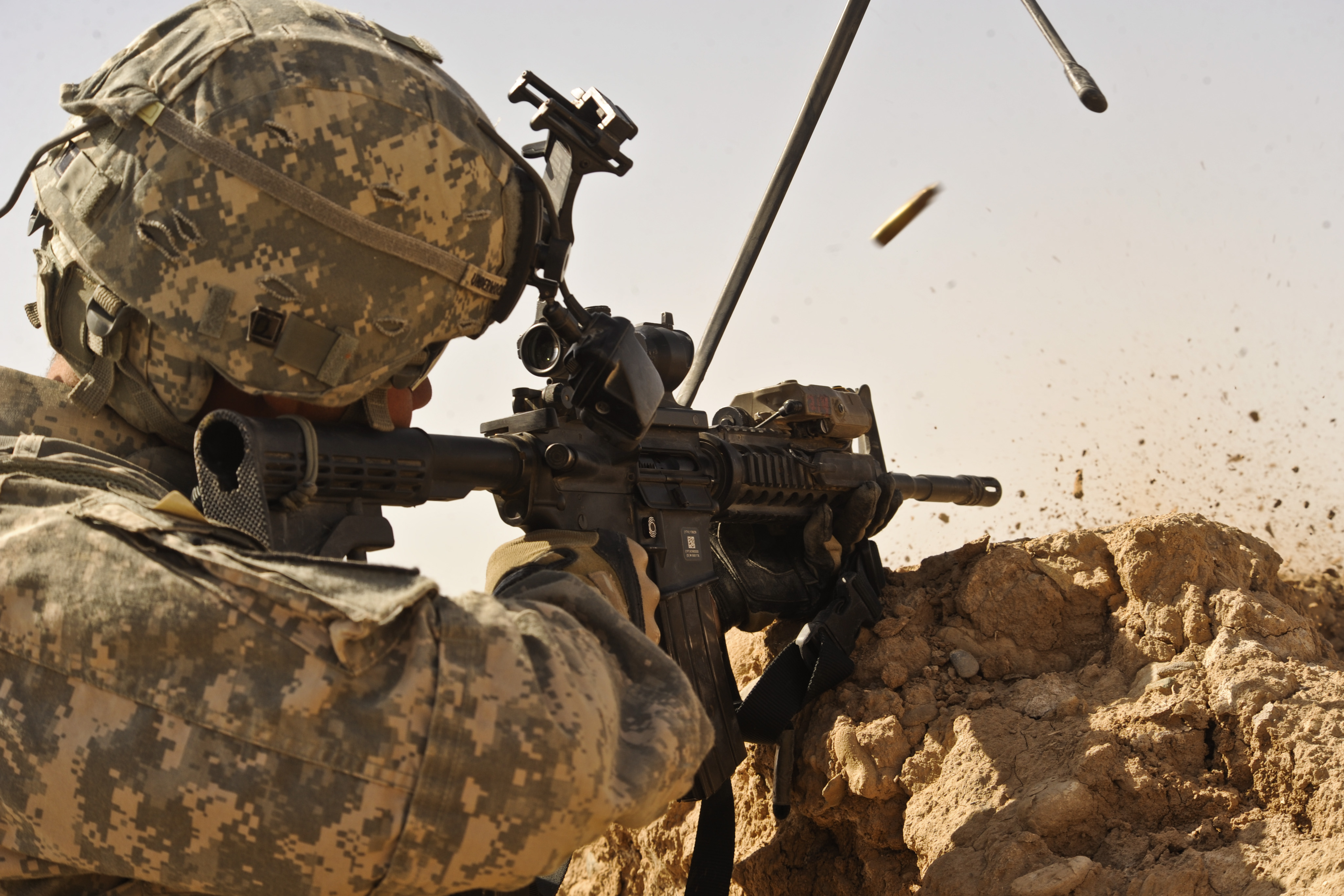
Солдат під час перестрілки (19 лютого)

19 лютого 24 вояки в м. Марджа за допомогою гелікоптера приземлилися в місці, де зосереджувався обстріл з боку талібанських снайперів. У сутичці з талібами загинуло два морських піхотинця. Один з убитих був капрал Грегорі Стральц — тисячна американська жертва з моменту інтервенції в Афганістані.
20 лютого в результаті бойових дій загинув ключовий Талібанський командувач Мулла Амануллах. В результаті вибуху міни-пастки загинув американський вояк.
21 лютого підтримкою з повітря коаліційні сили і афганські війська атакували бойовиків, які чинили надалі опір в західній частині м. Марджа. Коаліційні війська продовжували розміновувати місто. Тоді загинуло три американських вояка, в тому числі два в зв'язку з вибухом фугасу. 

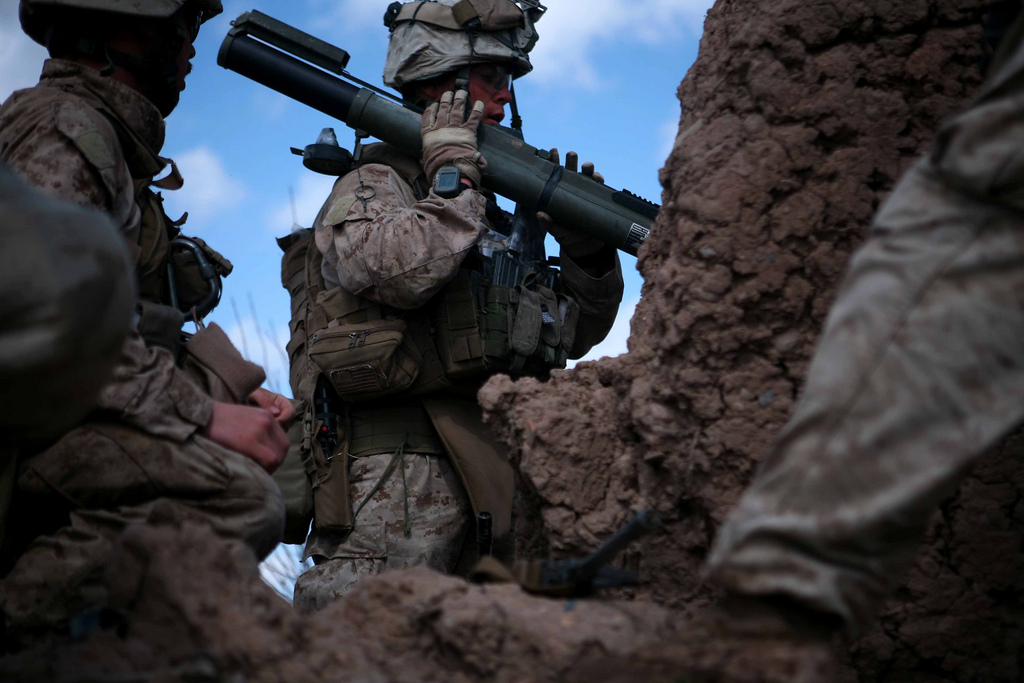
Військові ведуть вогонь у відповідь в м. Марджа використовуючи M72 LAW(22 лютого)

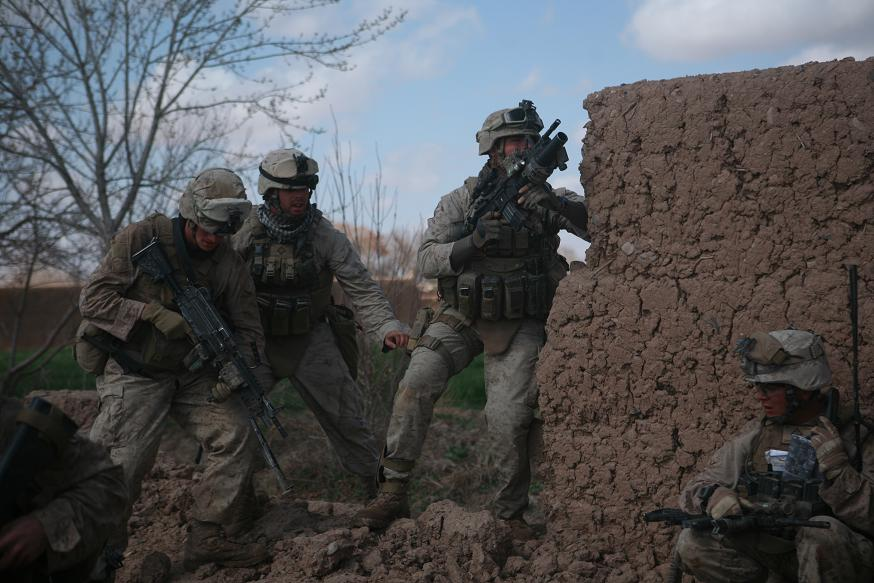
Рота «В» 1-го батальйону 6-го полку морської піхоти веде бій в м. Марджа (22 лютого)

22 лютого коаліційні сили розпочали відновлення мостів і доріг, які були зруйновані. Також цього дня військові потрапили під невеликий опір бойовиків.
23 лютого стався вибух мотоцикла в м. Лашкаргах в результаті чого загинули семеро цивільних осіб і 14 отримали поранення. Організація з прав людини поінформувала, що до 24 лютого в результаті боїв загинуло 28 місцевих мешканців з них — 13 дітей. Близько 70 осіб отримали поранення.
25 лютого в центрі м. Марджа відбулася церемонія підняття афганського прапору. Губернатор провінції Гільменд Мохаммад Гулаб Манґал підняв прапор. На церемонії, яку охороняли коаліційні війська участь взяло кількасот місцевих жителів. Командувач американських військ Ларрі Ніколсон заявив, що це був історичний день.
26 лютого в результаті вибуху СВП під час патрулю в м. Над Алі загинув британський вояк.
В результаті операції «Моштарак» загинуло 120 бойовиків Талібану.

## Підсумки
7 березня з неоголошеним візитом в м. Марджа прибув афганський президент Хамід Карзай. Президент Афганістану взяв участь у засіданні старійшин племен. Також на зустрічі був присутній командувач силами НАТО Стенлі Маккрістал.
16 березня Афганський Червоній Півмісяць оголосив, що під час військової операції в м. Марджа загинули 35 мирних жителів і 37 отримали поранення поранені. Також знищені 55 будівель.
24 березня афганські вояки вбили шість бойовиків, які зробили напад на м. Марджа.
В кінці березня було пораховано репортерські дані про вибухи мін та фугасів і снайперський вогонь з боку бойовиків в м. Марджа. В середньому на добу бойовики атакували по три-чотири рази. Це означало, що бойовики втратили контроль над регіоном не склавши зброї. Військові поінформували, що під час першого місяця операції знешкодженно 120 саморобних вибухових пристроїв.
У червні 2010 року в околицях м. Марджа ставались майже щодня перестрілки. Бойовики були витіснені, ослаблені, але з часом вони стали проводити атаки знову.
В кінці липня в центральній частині провінції Гільменд введено в дію наступну операцію, під назвою «Чорний Принц».